# RED 2
RED 2 er en amerikansk film fra 2013 instrueret af Dean Parisot med Bruce Willis og John Malkovich i hovedrollerne.

## Medvirkende
- Bruce Willis som Frank Moses
- John Malkovich som Marvin Boggs
- Mary-Louise Parker som Sarah Ross
- Catherine Zeta-Jones som Katja
- Helen Mirren som Victoria
- Anthony Hopkins som Edward 'Professor' Bailey
- Byung-hun Lee som Han Cho Bai
- David Thewlis som Frøen
- Neal McDonough som Jack Gordon
- Brian Cox som Ivan Simanov